# Fantasme sexuel
Pour un article plus général, voir Fantasme (psychologie).
 (mai 2019).
Si vous disposez d'ouvrages ou d'articles de référence ou si vous connaissez des sites web de qualité traitant du thème abordé ici, merci de compléter l'article en donnant les références utiles à sa vérifiabilité et en les liant à la section « Notes et références ».

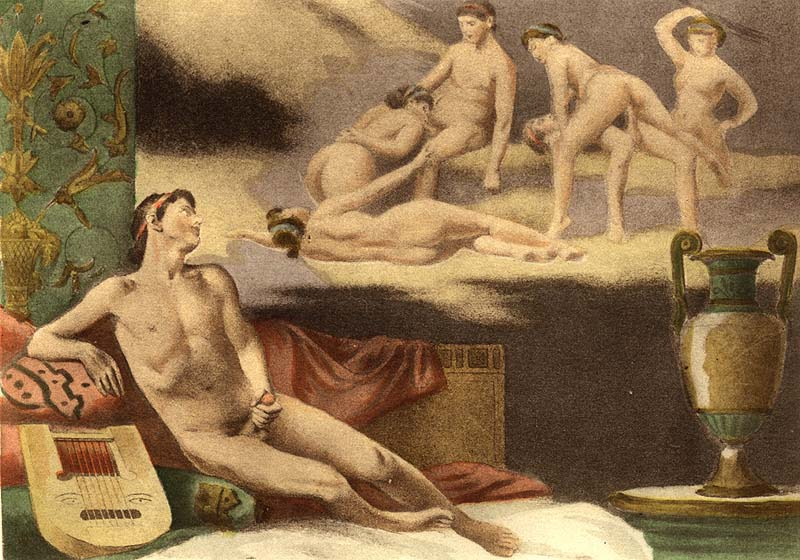
Une des illustrations de De Figuris Veneris d'Édouard-Henri Avril représentant un homme fantasmant alors qu'il se masturbe.

Le fantasme sexuel (ou fantasme érotique) est une représentation d'un acte imaginaire ou intentionnel provoquant du désir ou de l'excitation sexuelle. Les fantasmes sexuels peuvent consister en des récits élaborés ou des pensées éphémères. Ils peuvent être constitué d'un imaginaire fantaisiste, réaliste ou mettre en scène des souvenirs vécus.  
Le fantasme sexuel peut survenir de façon intentionnelle, spontanée ou provoquée par des stimulus externes.
Selon une enquête menée par Wyylde sur plus de 400 000 utilisateurs de la plateforme en 2024, le fantasme du plan à trois est partagé par 40 % des femmes, 37 % des hommes et 56 % des couples.